# Teddy Lučić
Teddy Lučić (Göteborg, 15 april 1973) is een voormalig Zweeds profvoetballer die zijn carrière in 2010 afsloot bij IF Elfsborg.
Lučić was een verdediger en speelde zijn eerste interland op 4 juni 1995 tegen Brazilië. Hij maakt deel uit van de selectie voor het WK voetbal 2006 (één duel) en speelde in totaal 86 interlands, waarin hij niet tot scoren kwam.